# Guttatie

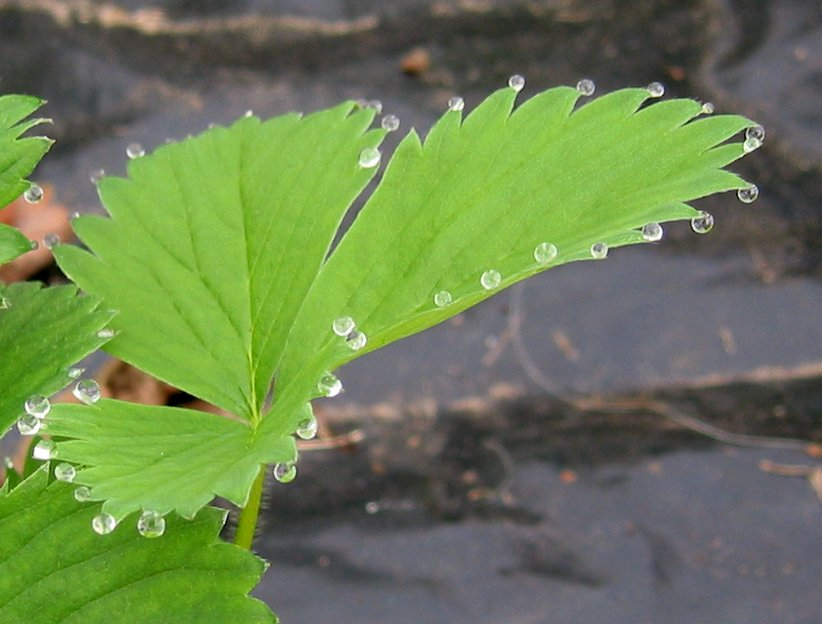
Guttatie bij blad van aardbei

Guttatie is het verschijnsel dat planten of schimmels vocht met daarin opgeloste stoffen uitscheiden. 

## Mechanisme
De wortels van een plant nemen water en mineralen uit de bodem op. De opname en de verdamping door de plant zijn meestal in evenwicht. Maar soms is de worteldruk van de plant zo hoog en de mogelijkheid van verdamping door het blad onvoldoende, zodat er door de nerven via de waterporiën (hydathoden) vocht naar buiten wordt geperst wat vochtdruppels aan de randen van het blad tot gevolg heeft.
Guttatie treedt op als op dauw lijkende druppels, vooral net na zonsopkomst, als de activiteit van de plant toeneemt en de luchtvochtigheid nog hoog is. Op dat moment is de concentratie aan mineralen in de plant relatief hoog, wat resulteert in een grotere osmotische druk en bijgevolg neemt de plant meer water op. Later verdampen de druppels en blijven de in het vocht opgeloste stoffen (mineralen) als witte vlekjes op de bladpunten achter.

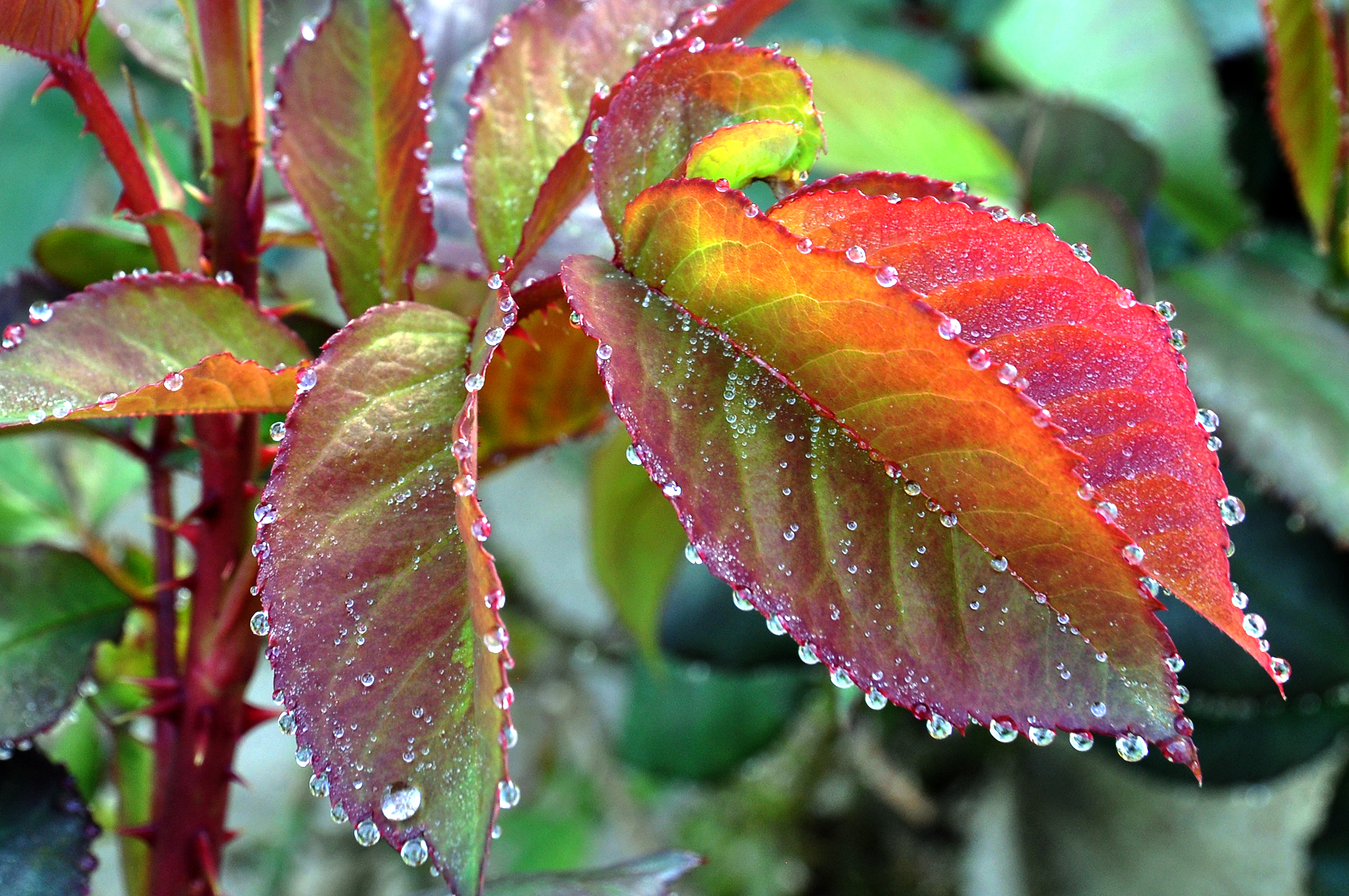
Guttatie op de bladeren van een rozenstruik
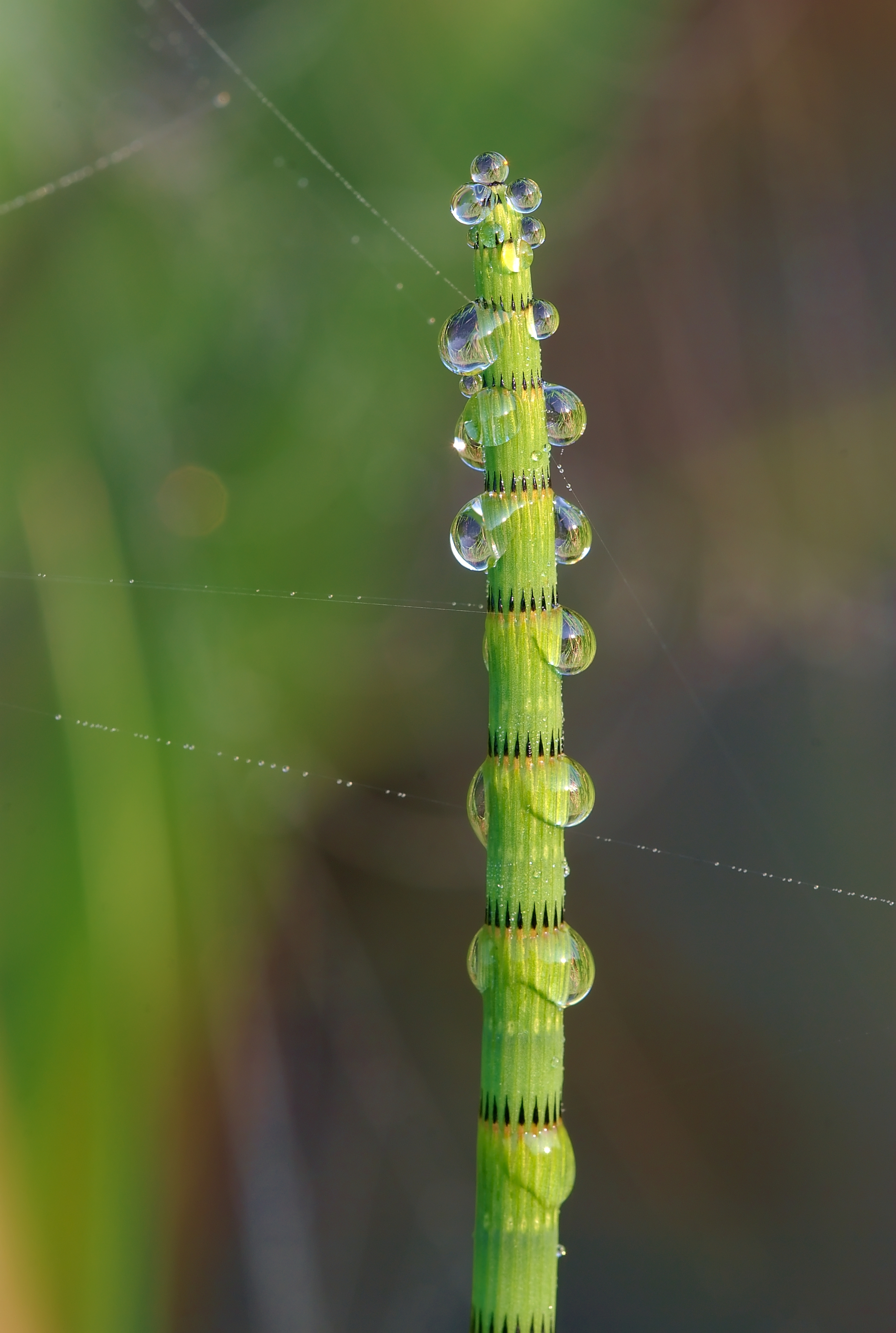
Waterparels op holpijp (Equisetum fluviatile)
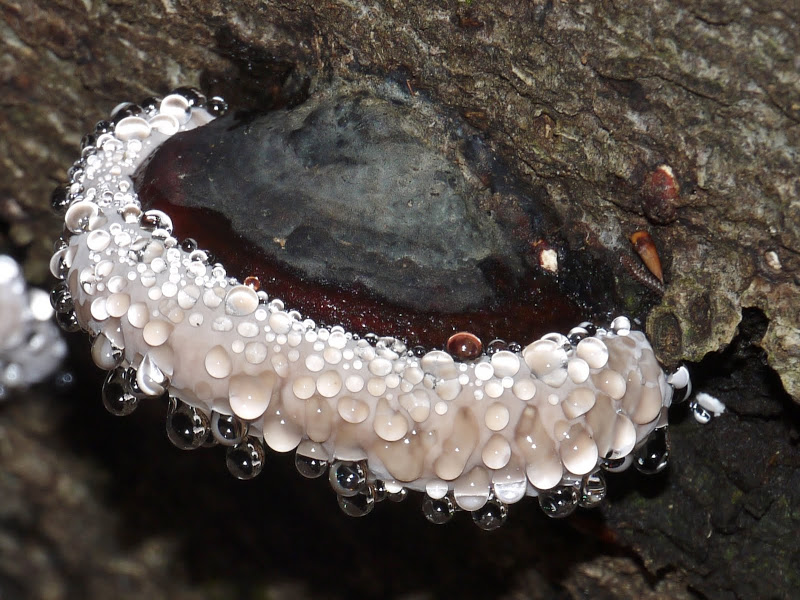
Roodgerande houtzwam met guttatie

Ook bij schimmels, waaronder paddenstoelen, kan guttatie optreden.